# UFC on ESPN: Ngannou vs. dos Santos
UFC on ESPN: Ngannou vs. dos Santos (eller UFC on ESPN 3) var en MMA-gala som arrangerades av UFC och ägde rum 29 juni 2019 i Minneapolis, MN,  USA.

## Bakgrund
Huvudmatchen var en match mellan Francis Ngannou och före detta tungviktsmästaren Junior dos Santos. 
Galan är den tredje UFC anordnat i Minneapolis.

## Skador/Ändringar
Huvudmatchen var först planerad att vara mellan före detta welterviktsmästaren Tyron Woodley och före detta welterviktsmästaren Robbie Lawler. De två har mötts tidigare, och då vann Woodley titeln via KO i första ronden vid UFC 201. Woodley skadade handen och tvingades lämna återbud den 16 maj 2019. Robbie Lawler ska istället möta Colby Covington i UFC
Fight Night Newark den 3 augusti. 
En match i lätt tungvikt mellan Roman Dolidze och Vinicius Moreira var planerad, men av okända anledningar drog sig Dolidze ur matchen den 7 maj 2019 och ersattes av Eryk Anders.
Bantamviktaren Ricardo Ramos skulle ha mött Sergio Pettis, men Pettis drog sig ur på grund av en skada, och ersattes av Journey Newson. Fjäderviktaren Jordan Griffin skulle ha mött Chas Skelly, men även han drog sig ur på grund av skada, och ersattes av Vince Murdock. Den 27 juni meddelades det att Murdock inte klarade läkarundersökningen och matchen ströks från kortet.
En match mellan Randy Brown och Bryan Barbarena i weltervikt var först planerad till UFC on ESPN 3, men flyttades till UFC Fight Night: Moicano vs. Korean Zombie som co-main.

## Bonusar
Följande MMA-utövare fick bonusar på 50 000 USD:
- Fight of the Night: Ingen utdelad.
- Performance of the Night: Francis Ngannou, Joseph Benavidez, Alonzo Menifield och Eryk Anders.